# Sundsager
Sundsager, Sundager (dansk) eller Sundsacker (tysk) er en bebyggelse ved Slien på halvøen Svansø i Sydslesvig. På Sliens modsatte bred ligger byen Arnæs. Administrativt hører stedet under Vindemark Kommune i Rendsborg-Egernførde kreds i den nordtyske delstat Slesvig-Holsten. I kirkelig henseende hører Sundsager til Karby Sogn. Sognet lå i Risby Herred (senere Svans godsdistrikt, Egernførde Herred), da området var dansk. 
Sundet ved Sundsager er med omtrent 240 meter et af de smalleste steder i Slien, hvorfor der i 1826 blev etableret en færgeforbindelse over til Arnæs. Selve retten hertil var allerede givet 1667. Den lille kabeltrukne færge (pram) sejler dog kum om sommeren. På samme sted krydsede tyske tropper i februar 1864 Slien ved hjælp af en pontonbro og omgik dermed danske spærringer ved Dannevirke og Mysunde (→Overgangen over Slien). 
Færgebyen er første gang nævnt 1622. Tæt på ligger Gereby Mølle og Svaneborg.